# A Doua Răscoală Sârbă
A Doua Răscoală Sârbă (în sârbă Други српски устанак, cu alfabetul latin: Drughi srpski ustanak, în turcă İkinci Sırp Ayaklanması) a fost a doua fază a Revoluției Sârbe împotriva Imperiului Otoman, care a izbucnit la scurt timp după reanexarea țării de către Imperiul Otoman în 1813. Ocupația otomană a fost consolidată în urma înfrângerii Primei Răscoale Sârbe (1804-1813) în cursul căreia Serbia a funcționat timp mai mult de un deceniu ca un stat independent de facto. cea de-a doua răscoală a dus în cele din urmă la semiindependența Serbiei față de Imperiul Otoman. A fost înființat Principatul Serbiei, guvernat de un parlament și de o dinastie regală în baza unei constituții. Independența de jure a Serbiei a fost obținută, totuși, în 1878, ca urmare a hotărârilor adoptate la Congresul de la Berlin.

## Context
Prima Răscoală Sârbă a eliberat țara pentru o perioadă semnificativă (1804-1813) de sub ocupația Imperiului Otoman; sârbii s-au cârmuit singuri pentru prima dată în ultimele trei secole, fără a fi supuși stăpânirii Imperiului Otoman sau a Austriei habsburgice. După eșecul Primei Răscoale Sârbe în 1813, majoritatea comandanților s-au refugiat în Imperiul Habsburgic, inclusiv Karađorđe Petrović, conducătorul Primei Răscoale Sârbe.
Doar câțiva comandanți precum Miloš Obrenović, Stanoje Glavaš etc. au rămas în Serbia și au încercat pe căi diplomatice să-i protejeze pe localnici, împărtășindu-le soarta.
Miloš Obrenović s-a predat turcilor otomani și a primit titlul de „obor-knez” („cneaz superior”). Stanoje Glavaš s-a predat și turcilor și a devenit supraveghetor al unui drum, dar turcii l-au ucis după ce au început să-l bănuiască de necredință. Hadži Prodan Gligorijević știa că turcii îl vor aresta și a încercat să declanșeze o revoltă în 1814, dar Obrenović gândea că revolta nu avea șanse de reușită în acele timpuri și nu i-a oferit sprijin.
Răscoala lui Hadži Prodan a eșuat curând și el a fugit în Austria. După eșecul acestei revolte, turcii au început o nouă serie de persecuții împotriva sârbilor, instituind impozite mai mari și munca forțată și violul. În martie 1815 conducătorii sârbi au organizat mai multe întâlniri și au hotărât să declanșeze o nouă revoltă.

## Răscoala

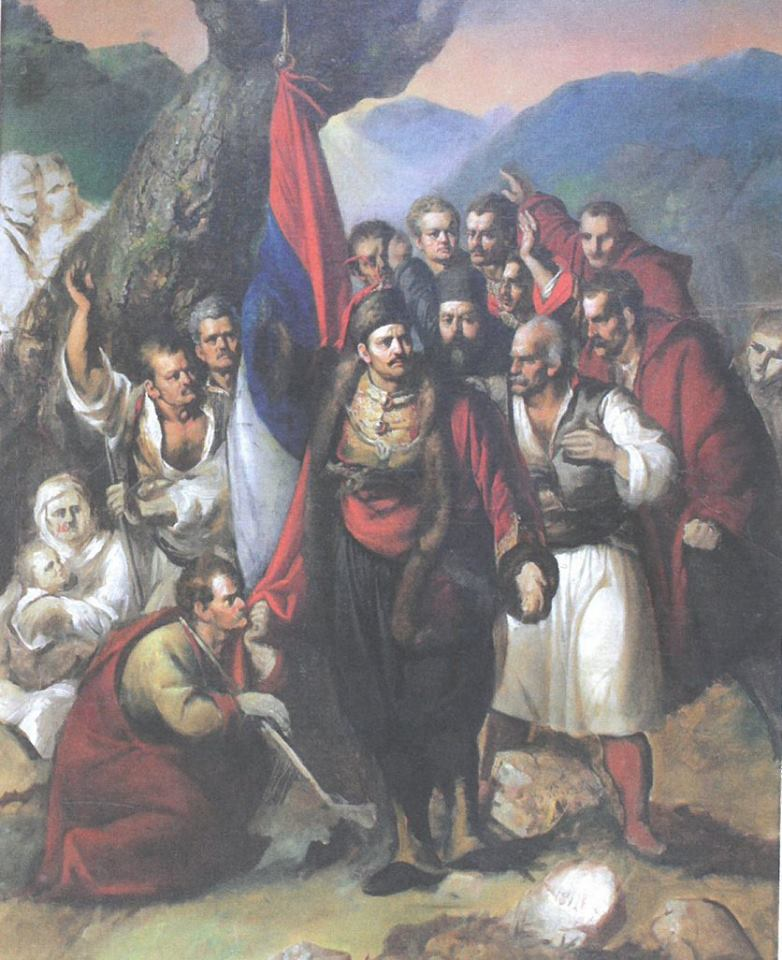
Răscoala de la Takovo, de Đura Jakšić, 1876-1878

Consiliul național sârb a hotărât declanșarea unei răscoale împotriva Imperiului Otoman la Takovo, în 23 aprilie 1815. Miloš Obrenović a fost ales conducător și le-a spus sârbilor: „Eu sunt aici și voi sunteți aici. Război turcilor!” Când otomanii au aflat că a fost declanșată o nouă răscoală, i-au condamnat pe toți comandanții sârbi la pedeapsa cu moartea. Sârbii au luptat în bătăliile de la Rudnik, Ljubić, Palež, Valjevo, Čačak, Karanovac, Požarevac, Kragujevac, Jagodina și Dublje și au reușit să-i alunge pe turci din Pașalâcul Belgrad.
La mijlocul anului 1815 au început primele negocieri între Miloš Obrenović și Marașli Ali Pașa, guvernatorul otoman al Pașalâcului Belgrad. Sârbii au obținut o autonomie parțială, iar în 1816 Poarta Otomană a semnat mai multe acorduri pentru normalizarea relațiilor dintre sârbi și turci. Rezultatul a fost recunoașterea Principatului Serbiei de către Imperiul Otoman. Miloš Obrenović a primit titlul de prinț al Serbiei. Deși principatul a plătit Porții Otomane un tribut anual și a avut o garnizoană de trupe turcești la Belgrad până în 1867, el s-a manifestat, în multe alte chestiuni, ca un stat independent. Sub conducerea nepotului fratelui lui Miloš, Milan, Serbia a obținut independența formală în 1878, în baza Tratatului de la Berlin.
În 1817 Miloš Obrenović a reușit să-l forțeze pe Marașli Ali Pașa să negocieze un acord nescris prin care s-a pus capăt efectiv celei de-a Doua Răscoale Sârbe. În același an, Karađorđe Petrović, conducătorul Primei Răscoale, s-a întors în Serbia și a fost asasinat.

## Urmări
Semiindependența Serbiei a fost reafirmată printr-un firman al Porții Otomane din 1830, iar în 1835 a fost adoptată în Principatul Serbiei prima constituție din Peninsula Balcanică. A fost instituit Parlamentul Serbiei și a fost desemnată dinastia Obrenovici ca moștenitoare legală a tronului Serbiei. Constituția a proclamat Serbia ca principat parlamentar independent, ceea ce a înfuriat Imperiul Otoman și Imperiul Habsburgic.

## Legături externe
- Materiale media legate de A Doua Răscoală Sârbă la Wikimedia Commons
- John R. Lampe: Yugoslavia as History - Twice there was a Country, Cambridge University Press, 1996.